# 25103 Kimdongyoung
25103 Kimdongyoung è un asteroide della fascia principale. Scoperto nel 1998, presenta un'orbita caratterizzata da un semiasse maggiore pari a 2,3888793 UA e da un'eccentricità di 0,1644862, inclinata di 4,11338° rispetto all'eclittica.